# Götz Rudolf Richter
Götz Rudolf Richter (1. srpna 1923 Kleinröhrsdorf, Sasko – září 2016) byl německý spisovatel především knih pro mládež.

## Život
Götz Rudolf Richter se narodil v dělnické rodině. Roku 1937 začal pracovat jako plavčík v obchodním loďstvu a podnikl tři plavby do Afriky. V letech 1939 až 1941 působil v chemickém průmyslu. Roku 1941 dobrovolně narukoval k námořnictvu a až do roku 1945 se zúčastnil bojů druhé světové války. Po jejím skončení pracoval do roku 1948 v zemědělství a poté až do roku 1955 jako učitel. Současně se pokoušel uplatnit jako malíř. Od roku 1955 byl spisovatelem na volné noze a žil v braniborském městě Bad Saarow.
S literární tvorbou začal G. R. Richter koncem 40. let 20. století psaním povídek a reportáží pro různé východoněmecké časopisy. Jako spisovatel románů se stal významným představitelem dobrodružné literatury v Německé demokratické republice. Jeho knihy, určené především mládeži, měly představovat socialistickou alternativu k západním „imperialistickým“ autorům, za které byl například považován i Karel May. Častými jeho tématy je mořeplavectví a koloniální vykořisťování v Africe, vedoucí k ozbrojenému povstání utlačovaných. Za své dílo obdržel řadu východoněmeckých cen a vyznamenání.
Od roku 1956 byl G. R. Richter členem Svazu spisovatelů NDR. Stal se rovněž členem komunistické Sjednocené socialistické strany Německa a byl jejím zástupcem v krajské radě za okres Frankfurt nad Odrou.

## Dílo
- Najok, der Perlentaucher (1952, Najok, lovec perel).
- Savvy, der Reis-Shopper (1955), první díl tzv. Savvyho trilogie spojené postavou dvanáctiletého černošského chlapce Savvyho popisující koloniální útlak vedoucí k povstání.
- Schiffe, Menschen, fernes Land (1956, Lodě, lidé, vzdálené země).
- Jonas oder Der Untergang der Marie-Henriette (1957).
- Die Höhle der fliegenden Teufel (1958, Jeskyně létajících ďáblů), druhý díl tzv. Savvyho trilogie.
- Segel in Sonne und Sturm (1958).
- Abenteuer im Urwald und auf See (1959, Dobrodružství v džungli a na moři).
- Hanna und Jörg (1962, Hana a Jorg).
- Kamau, der Afrikaner (1962).
- Trommeln der Freiheit (1963, Bubny svobody), třetí závěrečný díl tzv. Savvyho trilogie.
- Kimani (1964).
- Die Falle (1966, Past).
- Sado und Apii (1967).
- Die Löwen kommen (1969, Lvi přicházejí), dobrodružný román pro mládež, popisující pronikání kolonialismu do nitra Afriky.
- Aufstand in den wilden Bergen (1971, Povstání v divokých horách).
- Krallen der Bestie (1972, Drápy šelmy).
- Kimani in Nairobi (1974).
- Die Nacht auf der Wananchi-Farm (1976).
- Msuri (1977).
- Die Hütte am Milin Kamak (1978).
- Msuri im Land der Antilope (1979).
- Die Männer von der Senegal (1979, Muži ze Senegalu).
- Tropengewitter (1980, Tropická bouře).

## Ocenění
- 1972 Alex-Wedding-Preiss, do roku 1990 vyznamenání v NDR za díla pro děti a mládež.[2]
- 1974 Orden Banner der Arbeit (Řád praporu práce), státní vyznamenání NDR.[1]
- 1978 Kunstpreis des Rates des Bezirkes Frankfurt (Oder).[1]
- 1983 Vaterländischer Verdienstorden (Řád za zásluhy o vlast), státní vyznamenání NDR.[1]

## Česká vydání
- Lvi přicházejí, Albatros, Praha 1978, přeložila Eva Jílková.